# Отвёртка (коктейль)
«Отвёртка» (англ. Screwdriver) — алкогольный коктейль из водки и апельсинового сока. Классифицируется как лонг дринк (англ. Long Drink).

## История
Первое письменное упоминание коктейля Screwdriver встречается в американском журнале «Тайм» в выпуске от 24 октября 1949 года.
Происхождение названия коктейля достоверно неизвестно, существуют версии, связывающие коктейль с американскими лётчиками, американскими нефтяниками, работавшими в мусульманской и поэтому безалкогольной Саудовской Аравии, и другие версии.

## Приготовление
Состав по рецепту:
- 50 мл водки
- 100 мл апельсинового сока

В бокал хайбол, заполненный кусковым льдом, вливают водку и апельсиновый сок, перемешивают. Коктейль украшается ломтиком апельсина.

## Разновидности
- «Отвёрткa наоборот» (англ. drivescrewer) — вариация коктейля с обратной пропорцией ингредиентов[4].
- «Звуковая отвёртка» (англ. Sonic Screwdriver) — вариант коктейля из равных частей водки и «Блю кюрасао», называется в честь отвёртки из популярного телесериала «Доктор Кто»[5].
- «Девственная отвертка» — это безалкогольный вариант, обычно приготовленный с апельсиновым соком и тоником[6][7].